# 아메리칸 대학교 연설

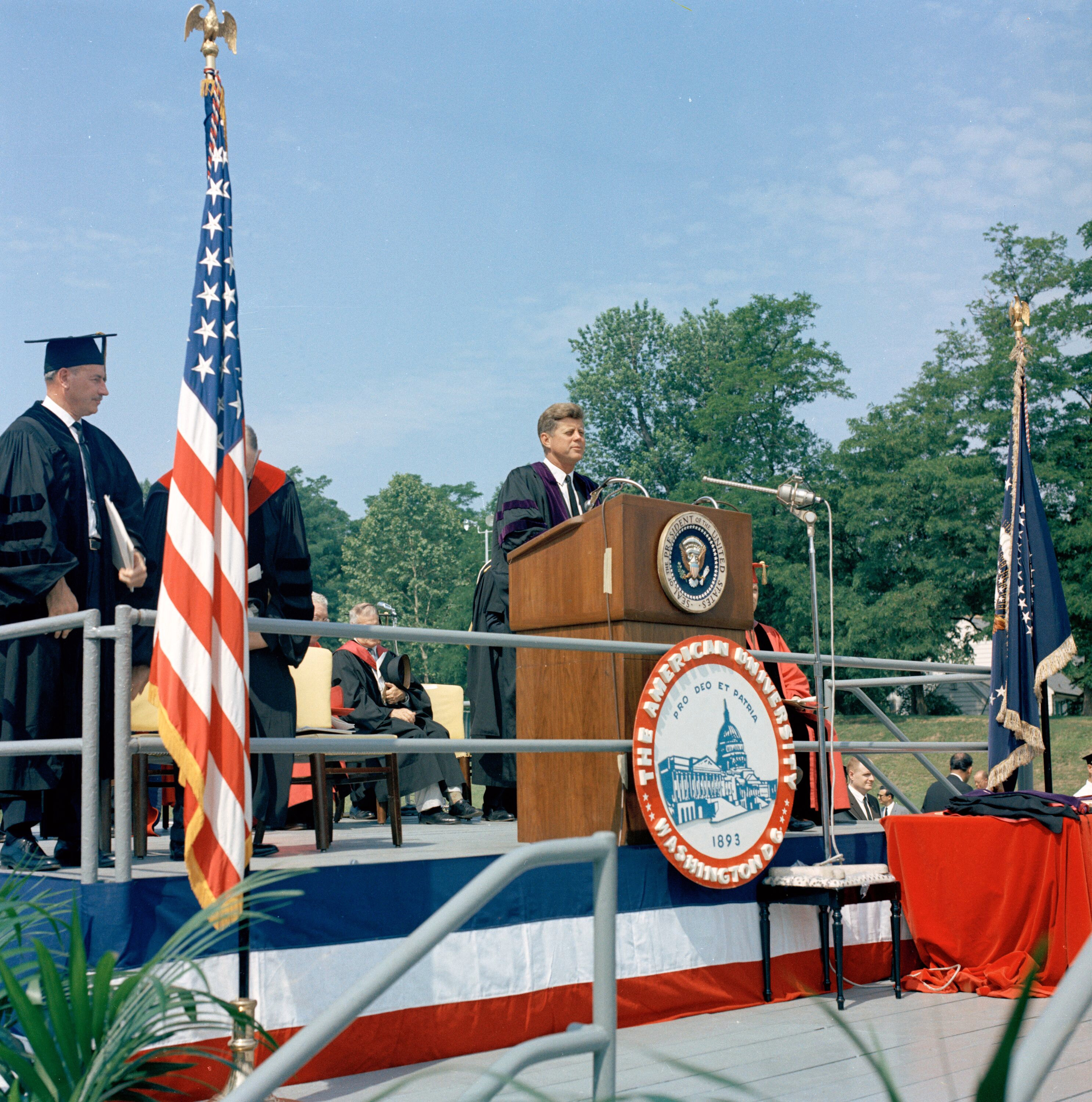
케네디 대통령이 1963년 6월 10일 월요일 아메리칸 대학교 졸업식에서 연설하고 있다.

아메리칸 대학교 연설(영어: American University speech)은 "평화를 위한 전략"(A Strategy of Peace)이라는 제목으로, 1963년 6월 10일 월요일 미국 대통령 존 F. 케네디가 워싱턴 D.C.의 아메리칸 대학교에서 행한 졸업 연설이다. 케네디가 한 가장 강력한 연설 중 하나로 널리 알려져 있는 이 연설에서 그는 핵무기 통제 계획을 제시했을 뿐만 아니라 "미국과 소련이 핵 군비 경쟁의 확전 가능성에 직면했던 시기에 세계 평화를 위한 희망적이면서도 현실적인 길을 제시했다." 연설에서 케네디는 "포괄적 핵실험 금지 조약에 대한 조기 합의를 위한" 협상에 동의한다고 발표했으며(핵실험 금지 조약으로 이어짐), 또한 "선의와 확고한 신념"을 보여주기 위해 다른 모든 국가들이 동일하게 행동하는 한 미국이 핵무기에 대한 모든 대기권 핵실험을 일방적으로 중단하겠다는 결정을 발표했다. 주목할 만한 점은 미국이 핵무기의 "완전한 비무장화"를 목표로 하고 있으며, 미국은 "절대 전쟁을 시작하지 않을 것"이라고 맹세한 그의 발언이다.
이 연설은 냉전이 한창일 때 소련에 대한 평화적인 접근이라는 점에서 이례적이었으며, 케네디의 가장 훌륭하고 중요한 연설 중 하나로 기억된다.
소련의 흐루쇼프 총리는 이 연설을 매우 좋아해서 당시에는 전례가 없었던 프라우다와 이즈베스티야에 전체 러시아어 번역본을 게재하도록 지시했다.

## 배경
1962년 10월 쿠바 미사일 위기 이후, 케네디는 또 다른 핵전쟁 위협을 막기 위해 소련과 더 나은 관계를 구축하기로 결심했다. 그는 소련의 흐루쇼프 총리 또한 미국-소련 관계를 재개하는 데 관심이 있다고 믿었다.
1962년 11월 19일, 흐루쇼프는 공산당 중앙위원회에 경제에 집중하기 위해 해외 개입을 중단할 것을 암묵적으로 요구하는 보고서를 제출했다. 한 달 후, 흐루쇼프는 케네디에게 "이제 핵실험을 영원히 끝낼 때가 왔다"는 내용의 편지를 썼다. 케네디는 이 답변을 열정적으로 받아들였고, 양국 정부 대표들 사이에 핵 사찰에 대한 기술적 논의를 시작할 것을 제안했다.
그러나 케네디는 공화당 지도자들과 국무부로부터 핵실험 금지에 대한 반대에 직면했다. 몇 달 후 상원의 반대가 약해지면서 케네디 행정부는 소련과 핵실험 금지를 추진할 기회를 얻었다. 1963년 5월, 대통령은 국가안보보좌관 맥조지 번디에게 평화에 대한 중요한 연설을 하고 싶다고 알렸다. 특별 보좌관 테드 소렌슨에 따르면, 전례 없는 어조가 "워싱턴의 더 호전적인 인사들에게 경종을 울리고" 연설 전에 케네디에 대한 정치적 공격을 허용할 것을 우려하여 연설은 기밀로 유지되었다.
연설 며칠 전, 케네디는 호놀룰루에서 열리는 미국 시장 회의에 참석해야 했고, 소렌슨에게 케네디 참모진의 여러 구성원들의 의견을 받아 초안을 작성하도록 요청했다. 연설은 호놀룰루에서 돌아오는 비행기에서 케네디와 소렌슨에 의해 검토되고 수정되었다. 역사가이자 특별 보좌관인 아서 M. 슐레징거 주니어는 그의 일기에서 "질서 있는 행정의 관점에서 볼 때, 이것은 외교 정책에 대한 중요한 성명을 준비하는 나쁜 방법이었다. 그러나 국무부는 천년이 지나도 이 연설을 만들어낼 수 없었을 것이다."라고 언급했다.

## 문체
소렌슨은 1952년 매사추세츠 상원 선거 이후로 케네디의 보좌관이었으며, 결국 그의 주요 선거 연설문 작가이자 1960년 대통령 선거 중 및 이후 특별 고문으로 재직했다. 1963년까지 그는 취임 연설, 쿠바 미사일 위기 연설, 나는 베를린 사람입니다 연설을 포함하여 케네디가 재직 중에 했던 거의 모든 연설의 초안을 작성했다. 케네디-소렌슨 연설의 공통적인 요소는 두운, 반복, 교차대구뿐만 아니라 역사적 언급과 인용이었다. 케네디는 종종 연설에 즉흥적인 애드리브를 삽입했지만, 최종 연설문에서 벗어나지 않았다. 안카 가타는 테드 소렌슨을 "언어, 문체, 구성 및 수사학에서 연설의 주요 설계자"라고 묘사했다. 연설에서 가장 독창적인 문제 중 하나는 러시아 국민을 과학 및 우주 분야에서 중요한 성과를 거두고 자체적으로 경제 및 산업 성장을 촉진하는 위대한 문화로서 미국인들에게 다시 소개하는 것이었다.
연설의 내용은 평화를 추구하는 데 있어 거침없이 "비둘기파"적이었다. 케네디는 "주요 세계 강대국" 중 거의 유일하게 미국과 러시아는 서로 전쟁을 한 적이 없다고 언급했다. 그는 또한 제2차 세계 대전 중 러시아가 겪은 엄청난 인명 피해를 인정하며, 냉전의 시작으로 인해 서방에서는 거의 알려지지 않았던 사실인 "제2차 세계 대전에서 소련보다 더 큰 고통을 겪은 나라는 없었다"고 선언했다. 케네디는 미국과 소련 사이의 유사점을 여러 차례 언급하려 노력했으며, 러시아에 대한 미국인의 태도를 "재검토"할 것을 촉구했다. 그는 핵 대결로 향하는 길을 택하는 것은 "우리 정책의 파산 또는 세계를 위한 집단적인 죽음의 소망의 증거일 뿐"이라고 경고했다.
"결국 우리의 가장 기본적인 공통점은 우리 모두가 이 작은 행성에 살고 있다는 것입니다. 우리는 모두 같은 공기를 마십니다. 우리는 모두 우리 아이들의 미래를 소중히 여깁니다. 그리고 우리 모두는 유한합니다." — 존 F. 케네디
미국 경제학자이자 컬럼비아 대학교 지구 연구소 소장인 제프리 삭스는 이 연설에 깊은 감동을 받았다. "그것은 그 웅변과 내용뿐만 아니라 오늘날의 세계적 문제에 대한 관련성 때문이기도 합니다. 케네디는 그 안에서 우리의 가장 깊은 염원, 이 경우에는 평화를 위한 염원을 현실로 바꾸는 방법에 대해 이야기합니다. 그는 거의 하나의 방법, 즉 높은 비전을 가지고 날아오르면서도 실제적인 결과를 가지고 땅 위를 걷는 꿈과 행동의 조합을 제시합니다." 케네디의 아메리칸 대학교 연설의 역사와 맥락을 검토하면서 삭스의 케네디에 대한 존경심은 더욱 커졌고, 그는 "케네디의 평화 추구는 그의 대통령 재임 기간 중 가장 위대한 업적일 뿐만 아니라 현대 시대 세계 지도자들의 가장 위대한 행동 중 하나라고 믿게 되었다."

## 여파

### 소련의 반응
케네디의 연설은 소련 언론에 전문이 게재되어 소련 국민들이 방해 없이 읽을 수 있었다. 또한, 미국의 소리와 같은 서방 방송 기관에 대한 방해 조치가 케네디의 연설 재방송 시에는 이루어지지 않아 소련에서 검열 없이 연설을 들을 수 있었다. 흐루쇼프는 케네디의 연설에 깊은 감동과 인상을 받았으며, 애버럴 해리먼 국무차관에게 "루스벨트 이후 어떤 미국 대통령의 연설 중 가장 위대한 연설"이라고 말했다.
협상 12일 후, 대통령 연설 후 두 달도 채 되지 않아 부분적 핵실험 금지 조약이 체결되었다. 부분적 핵실험 금지 조약은 1963년 8월 5일 모스크바에서 소련, 영국, 미국 정부(딘 러스크가 대표)에 의해 "원조 당사국"으로 명명되어 서명되었다. 미국의 비준은 1963년 9월 24일 미국 상원에서 80대 19의 투표로 이루어졌으며 케네디는 1963년 10월 7일 이 조약을 법으로 서명했다. 이 조약은 1963년 10월 10일 발효되었다.

### 기타 반응
이 연설은 미국에서 거의 반응을 얻지 못했다. 일주일 후, 백악관에는 연설 내용에 관해 단 896통의 편지만 도착했다(운송비에 영향을 미치는 법안에 관해 28,000통이 넘는 편지가 도착한 것과는 대조적). 의회 공화당원들의 반응은 대부분 무시하는 태도였다. 공화당 상원의원 배리 골드워터는 케네디가 소련에 대해 "유약한 입장"을 취하고 있다고 비난했다. 이 연설은 미국 내에서 약간의 회의론에 부딪혔다. 이 연설은 휴버트 험프리와 다른 민주당원들의 지지를 받았지만, 골드워터에 의해 "끔찍한 실수"로, 상원 공화당 지도자인 에버릿 덕슨에 의해 "또 다른 양보 사례"로 낙인찍혔다. 덕슨과 하원 공화당 서열 2위인 찰스 A. 핼렉은 재협상이 "사실상 항복"으로 끝날 수 있다고 경고했다.

## 유산
케네디의 국방부 장관 로버트 맥나마라는 2003년 존 F. 케네디 도서관 및 박물관에서 열린 추모 행사에서 이 연설이 "20세기 최고의 문서 중 하나"라고 선언했다. 그는 나중에 이 연설이 "케네디의 의도를 정확히 보여주었다"고 언급했다. 테드 소렌슨은 이 연설을 케네디의 가장 중요한 연설이자 케네디의 최고의 연설로 평가했다.

## 참고 자료
- Goduti, Philip A. Jr. (2009). 《Kennedy's Kitchen Cabinet and the Pursuit of Peace: The Shaping of American Foreign Policy, 1961–1963》. McFarland. ISBN 9780786454556.
- Sachs, Jeffrey D. (2013). 《To Move the World: JFK's Quest for Peace》. New York: Random House. ISBN 9781448189762.
- Schlesinger, Arthur Meier Jr. (2002). 《A Thousand Days: John F. Kennedy in the White House》. New York, NY: Houghton Mifflin. ISBN 978-0-618-21927-8.
- Sorensen, Theodore C. (1988). 《"Let the Word Go Forth" - The Speeches, Statements, and Writings of John F. Kennedy - 1947 to 1963》. Delacorte Press. ISBN 0-440-50041-9.
- Talbot, David (2007). 《Brothers: The Hidden History of the Kennedy Years》 illurat, annotat판. Simon and Schuster. ISBN 9780743269186.